# 페르 뇌고르
페르 뇌고르(덴마크어: Per Nørgård, 1932년 7월 13일 ~ 2025년 5월 28일)는 덴마크의 작곡가이다.
코펜하겐의 덴마크 왕립 음악원에서 바운 홀름뵈를, 파리에서 나디아 불랑제를 사사했다. 그의 초기 음악은 장 시벨리우스, 카를 닐센, 바인 홀름보에 등 북구 음악의 영향을 받았다. 1960년대부터 1970년대까지는 음렬 음악을 썼는데, 이런 작품으로는 <<Voyage into the Golden Screen>>과 <<교향곡 2번·3번>>이 있다. 그 뒤에는 스위스의 화가 아돌프 뵐플리(Adolf Wölfli‎)에 관심을 가져 그의 작품에 영향을 받은 작품을 썼는데, 이로는 <<교향곡 4번>>·<<오페라 Det Guddommelige Tivoli>>·<<기타 독주를 위한 Papalagi>> 등이 있다.
1996년 소닝 상을 받았다.